# John Hinch
John Hinch (født 19. juni 1947 i Lichfield, Staffordshire, død 29. april 2021) var en trommeslager, som spillede i bandet The Pinch fra 1966 og senere i bandet Hiroshima, hvorefter han sammen med Hiroshima-forsanger Rob Halford kom med i Judas Priest
Hinch kom med i Judas Priest i 1973, og spillede trommer på deres debutalbum Rocka Rolla. Han blev fyret af de andre bandmedlemmer snart efter, da de fandt ham inkompetent.  Han arbejdede herefter som manager for mindre bands.